# Torcuato Di Tella (fils)
 (juin 2023).
La mise en forme du texte ne suit pas les recommandations de Wikipédia : il faut le « wikifier ».
Les points d'amélioration suivants sont les cas les plus fréquents :
- Les titres sont pré-formatés par le logiciel. Ils ne sont ni en capitales, ni en gras.
- Le texte ne doit pas être écrit en capitales (les noms de famille non plus), ni en gras, ni en italique, ni en « petit »…
- Le gras n'est utilisé que pour surligner le titre de l'article dans l'introduction, une seule fois.
- L'italique est rarement utilisé : mots en langue étrangère, titres d'œuvres, noms de bateaux, etc.
- Les citations ne sont pas en italique mais en corps de texte normal. Elles sont entourées par des guillemets français : « et ».
- Les listes à puces sont à éviter, des paragraphes rédigés étant largement préférés. Les tableaux sont à réserver à la présentation de données structurées (résultats, etc.).
- Les appels de note de bas de page (petits chiffres en exposant, introduits par l'outil «  Source ») sont à placer entre la fin de phrase et le point final[comme ça].
- Les liens internes (vers d'autres articles de Wikipédia) sont à choisir avec parcimonie. Créez des liens vers des articles approfondissant le sujet. Les termes génériques sans rapport avec le sujet sont à éviter, ainsi que les répétitions de liens vers un même terme.
- Les liens externes sont à placer uniquement dans une section « Liens externes », à la fin de l'article. Ces liens sont à choisir avec parcimonie suivant les règles définies. Si un lien sert de source à l'article, son insertion dans le texte est à faire par les notes de bas de page.
- La présentation des références doit suivre les conventions bibliographiques. Il est recommandé d'utiliser les modèles {{Ouvrage}}, {{Chapitre}}, {{Article}}, {{Lien web}} et/ou {{Bibliographie}}. Le mode d'édition visuel peut mettre en forme automatiquement les références.
- Insérer une infobox (cadre d'informations à droite) n'est pas obligatoire pour parachever la mise en page.

Pour une aide détaillée, merci de consulter Aide:Wikification.
Si vous pensez que ces points ont été résolus, vous pouvez retirer ce bandeau et améliorer la mise en forme d'un autre article.
Torcuato Salvador Francisco Nicolás Di Tella (Buenos Aires, 29 décembre 1929 - 7 juin 2016) était un ingénieur et un sociologue argentin. Fils de l' ingénieur italien, Torcuato Di Tella. Avec son frère cadet, Guido Di Tella, il a fondé l'Institut Universitaire Torcuato Di Tella en 1991. Il a occupé le poste de Secrétaire à la culture du 25 mai 2003 jusqu'à sa démission le 25 novembre 2004. En 2010, il a été nommé ambassadeur d'Argentine en Italie, poste qu'il a occupé jusqu'à son décès en juin 2016.
Il a remporté le prix Konex à deux reprises : en 1986 pour ses travaux en sociologie. Dans cette fondation, il a ensuite été, en 1996, membre du jury des sciences humaines pour ce prix.

## Biographie

### Débuts & études
Torcuato Salvador Francisco Nicolás Di Tella est né à Buenos Aires. Son père, Torcuato Di Tella, immigré italien, chef d'entreprise de premier plan et philanthrope, a fondé le groupe industriel SIAM Di Tella fabricant des machines, des tubes sans soudures pour l'industrie pétrolière et des réfrigérateurs, est décédé alors qu'il n'avait que 19 ans. Avec son frère cadet Guido Di Tella ils prennent la succession de leur père à la direction de l'entreprise. Il poursuit des études d'ingénieur à l'Université de Buenos Aires avec l'intention de développer le groupe industriel qui comptait déjà plus de 8 000 salariés.
Diplômé ingénieur en 1951, il obtient une maîtrise ès arts en sociologie à l'Université Columbia de New York en 1953. Il enseigne à l'Université du Chili de 1957 à 1958, puis à l'Université de Buenos Aires, dans le cadre de sa carrière de sociologue, qu'il a contribué à fonder avec Gino Germani, en 1959. Il a été aussi l'un des fondateurs de l'Institut de Développement économique et social (IDES) en 1960. Torcuato Di Tella s'est spécialisé dans l'étude comparée des systèmes politiques latino-américains et se consacre à la sociologie et aux sciences politiques. Il était écrivain et professeur d'université en Argentine, en Europe et en Amérique du Nord.
Il a enseigné comme professeur invité à l'Université d'Oxford et à l'Université de Californie, entre autres. Il a également été professeur titulaire d'État en Argentine et a introduit la sociologie dans le cycle de base de l'Université de Buenos Aires et de l'Institut diplomatique et consulaire argentin. Il a enseigné à l'Université du Chili, à l'UC Berkeley, à l'Université de Londres, à l'Université du Texas (Austin) et à l'Université de Kobe au Japon. Nommé à la chaire Tinker à Columbia en 1981 et à Stanford en 2000, il a occupé la chaire San Martín à l'Université hébraïque de Jérusalem en 2001.
Avec sa mère, Maria Robiola Di Tella, et son frère, Guido, il a créé la Fondation Di Tella en 1958, entretenue par l'Instituto Di Tella et l'Université Torcuato Di Tella. Il a été président de l'Institut pour le Développement Économique et Social (IDES) de 1984 à 1993 et Directeur de la revue Desarrollo Económico de 1971 à 1974. L'Instituto Di Tella, le centre d'études fondé par les frères, est devenu un central d'idées dans lequel coexistaient des intellectuels tels que notamment Marta Minujin et León Ferrari (art), Gerardo Gandini et Les Luthiers (musique), Antonio Seguí (peinture), Tulio Halperin Donghi et Ezequiel Gallo (histoire), Clorindo Testa (architecture) et Juan Carlos Torre (sociologie) autres.

### Secrétaire à la Culture
Après l'arrivée au pouvoir du Président Néstor Kirchner, Torcuato Di Tella est nommé au poste de Secrétaire à la Culture et prend ses fonctions le 25 mai 2003. Sa politique culturelle a consisté à développer des projets pour la décentraliser et de la rendre accessible dans les endroits les plus périphériques du pays. Dans le feu de la démocratisation de ces manifestations culturelles, des manifestations artistiques, des ateliers et des conférences ont commencé à se dérouler sur tout le territoire national.
Torcuato Di Tella a cherché à créer une "fédéralisation de la culture". Par exemple, l'ouverture du Musée d'art oriental à Rosario ; les œuvres d'art qui n'étaient pas exposées à Buenos Aires ont été déplacées dans la province de Neuquén et le Musée précolombien (en grande partie offert par son frère Guido) dans une autre ville. "Je ne veux rien de nouveau à Buenos Aires", a-t-il affirmé, mais plutôt "mettre l'accent sur la culture populaire, valoriser la culture aborigène et la diffuser dans tout le pays, également dans les bibliothèques populaires".
Il a affirmé "Je vais devoir opérer avec des gens qui ont de l'expérience dans ce domaine et je vais déléguer des fonctions, je suis un socialiste modéré qui participe à un gouvernement dont l'objectif prioritaire doit être de réaliser l'unité nationale". Pour cela, il a cherché à "récupérer les valeurs nationales, en intégrant tout le pays avec la participation du peuple, afin qu'il puisse s'exprimer librement". Di Tella décide de démissionner le 23 novembre 2004,. Ces propos ont été démentis par le chef de cabinet Alberto Fernández en indiquant qu'"ils ont été sortis de leur contexte" et que "la culture est une question qui préoccupe beaucoup le gouvernement".

## Distinctions
Il a été professeur émérite à l'Université de Buenos Aires, fondateur de l'Institut Torcuato Di Tella et membre du Groupe Fondateur de l'Université Torcuato Di Sella. Di Tella, a remporté deux fois le prix Konex pour son travail en sociologie.

## Instituto Di Tella
En 1958, avec son frère Guido, il fonde l'Instituto Torcuato Di Tella — en hommage à son père — un lieu de rencontre des artistes les plus avant-gardistes des années 1960 et concentre ses activités sur les thèmes de l'art, de l'économie, des sciences sociales et de l'urbanisme. C'est devenu une importante étape culturelle et a contribué à la formation de plusieurs générations d'artistes, de professionnels et d'universitaires exceptionnels tels que Marta Minujín et León Ferrari (arts plastiques), Gerardo Gandini et Les Luthiers (musique), Antonio Seguí (peinture), Tulio Halperín Donghi et Ezequiel Gallo (histoire), Héctor Diéguez et Rolf Mantel (économie), Clorindo Testa (architecture), Natalio Botana (sciences politiques) et Juan Carlos Torre (sociologie), parmi tant d'autres.

## Autres activités
Après avoir quitté le ministère de la Culture, il poursuit sa carrière universitaire. Pendant cette période, il publie les cinq livres les plus importants. L'un d'eux, "Le Forze Popolari", écrit en italien et publié par Editoriale Ediesse de Rome en 2012, en plus de plusieurs articles, dont "Pourquoi l'Argentine n'est-elle pas comme le Canada ?", publié sous forme de chapitre dans le livre "Breve Historia de Canadá" en 2009. Il a continué à œuvrer en tant que vice-président de la Fondation Di Tella, qui gère les instituts Di Tella.
En novembre 2009, il a été proposé comme possible ambassadeur d'Argentine au Royaume-Uni, poste vacant depuis 2008 après le départ à la retraite de l'ambassadeur Federico Mirré mais, le gouvernement a décidé de laisser le poste vacant en signe de protestation contre la Guerre des Malouines.
En septembre 2010, la Présidente Cristina Fernández de Kirchner le nomme ambassadeur d'Argentine en Italie, en remplacement de Victorio Taccetti, parti à la retraite. Bien qu'il ait déclaré avec insistance qu'il n'était pas péroniste, Di Tella a décidé d'accepter l'ambassade en Italie parce que le poste d'ambassadeur représente le pays et non un gouvernement.
En mai 2011, il est également nommé ambassadeur d'Argentine en Albanie, en complément de son poste en Italie
Torcuato Di Tella est décédé le 7 juin 2016 à Buenos Aires à l'âge de 86 ans.

## Ouvrages publiés par Torcuato Di Tella (fils)
(juin 2023).
- El sistema político argentino y la clase obrera - Buenos Aires, Eudeba, 1964. Complété et réimprimé sous le titre Política & clase obrera - Buenos Aires, Cedal (1983)
- ¿Socialismo en la Argentina? Buenos Aires, J. Álvarez (1965).
- Argentina, sociedad de masas avec Gino Germani & Jorge Graciarena - Buenos Aires, Eudeba (1965)
- La teoría del primer impacto del crecimiento económico Rosario, Universidad del Litoral (1966).
- Sindicato y comunidad : Dos estructuras sindicales latinoamericanas avec L. Brams, J. Reynaud & A. Touraine - Buenos Aires, Editorial del Instituto (1967). (Une traduction en français est parue sous le titre Huachipato & Lota - Paris, Centre National de la Recherche Scientifique (1966)
- Los fragmentos del poder: de la oligarquía a la poliarquía en la Argentina avec Tulio Halperín Donghi - Buenos Aires, J. Álvarez (1969)
- Hacia una política latinoamericana. - Montevideo, Arca (1969) - (Traduction en portugais : Para uma política latinoamericana - Rio de Janeiro, Paz e Terra (1969) - Édition révisée : Clases sociales y estructuras políticas - Buenos Aires, Payos (1973)
- Estructuras sindicales. Buenos Aires, Nueva Visión (1969). Nouvelle édition par Biblos (1994) -  (ISBN 9507860479 et 9789507860478)
- La rebelión de esclavos de Haití - Buenos Aires, IDES (1984)
- Sociología de los procesos políticos. - Buenos Aires, Grupo Editor Latinoamericano (1985). Réimprimé par Eudeba (1986) & (1988) - Traduction en anglais : Latin American Politics : A Theoretical Approach - Austin, University of Texas Press (1990) - Réimprimé en 1992, relié et broché - Réédition révisée par le même éditeur (2001) en italien : Tra caudillos e partiti politici - Milano, Feltrinelli (1993) -  (ISBN 9509432164 et 9789509432161)
- Sociedad y Estado en América Latina. - Buenos Aires, Eudeba (1985)
- Introducción a la sociología. - Buenos Aires, Eudeba (1986)
- Diccionario de Ciencias Sociales y Políticas avec Paz Gajardo, Susana Gamba & Hugo Chumbita - Buenos Aires, Punto Sur (1989) - Réédition révisée et augmentée, Emecé (2001) - Réimpression, Ariel (2004) -  (ISBN 9509922560 et 9789509922563)
- Hacia una estrategia de la socialdemocracia en la Argentina. - Buenos Aires, Punto Sur (1989)
- Política nacional y popular en México. 1820-1847 - México : FCE (1994)  Traduction en anglais National Popular Politics in Early Independent Mexico 1820-1847 - Albuquerque, University of New Mexico Press (1996)
- Historia de los partidos políticos en América Latina - Buenos Aires, Fondo de Cultura Económica (1993) - Réimpression 1999 - Traduit par History of Political Parties in Twentieth Century Latin America, New Brunswick, NJ, Transaction Publishers (2004)
- Historia Argentina. 2 volumes (Des origines à 1830, et De 1830 à nos jours) - Buenos Aires, Troquel (1993-1994) - Une version révisée et réduite est parue chez le même éditeur que Historia social de la Argentina contemporánea - Troquel (1998) -  (ISBN 9501620603 et 9789501620603)
- Torcuato Di Tella: industria y política. - Buenos Aires, Tesis/Norma (1993) - Traduit en italien (1999)
- Estructuras sindicales en la Argentina y Brasil : algunas tendencias recientes. avec la collaboration de L. M. Rodrigues, M.C. Arnaiz & P. Chomnalez - Cahier de la Fundación Simón Rodríguez - Buenos Aires (1995) -  (ISBN 9507860479 et 9789507860478)
- Democracia sustentable / Sustainable Democracy. Cambridge, Cambridge University Press (1995) - avec Adam Przeworski & d'autres - Traduit à Buenos Aires, Paidós (1998)
- Argentina/Chile : ¿Desarrollos paralelos? - Buenos Aires, Grupo Editor Latinoamericano (1997)
- Political Culture, Social Movements and Democratic Transitions in South America in the Twentieth Century avec Fernando Devoto, Annali Feltrinelli - Milan, Feltrinelli Editore (1998)
- Crisis de representatividad y sistemas de partidos políticos - Buenos Aires, Grupo Editor Latinoamericano (1998) -  (ISBN 9506945357 et 9789506945350)
- Diccionario del político exquisito - Buenos Aires, Emecé (1998)
- Los partidos políticos: teoría y análisis comparativo - Buenos Aires, A-Z Editora (1998)
- Japón/América Latina : la construcción de un vínculo - Buenos Aires, Grupo Editor Latinoamericano (1998)
- Juan B. Justo: Socialismo e organização política - Brasilia, Instituto Teotônio Vilela (1999)
- Mercosur/Africasur - Buenos Aires, Grupo Editor Latinoamericano (2000)
- Historia del progresismo en la Argentina - Buenos Aires, Troquel (2001) -  (ISBN 9501620646 et 9789501620641)
- Actores y coaliciones en América Latina - Buenos Aires, La Crujía (2003) -  (ISBN 9871004257 et 9789871004256)
- Perón y los sindicatos, el inicio de una relación conflictiva - Buenos Aires, Ariel/Planeta (2003) -  (ISBN 9509122807 et 9789509122802)
- El modelo político paraguayo. - Buenos Aires, La Crujía (2003)
- Coaliciones políticas. Derecha e izquierda : ¿todavía existen? - Buenos Aires, Capital Intelectual (2004) -  (ISBN 9871181183 et 9789871181186)
- Repertorio político latinoamericano (4 volumes) - Buenos Aires, XXI (2007)
- Ideas para una nueva etapa política - Buenos Aires, Corregidor (2008) -  (ISBN 9500517582 et 9789500517584)
- Le forze popolari nella poluitica argentina. Una storia - Roma Ediesse (2012)
- Coaliciones políticas: Argentina en perspectiva - Buenos Aires, El Ateneo (2015)
- I Movimenti Nazionali e Popolari in America Latina - Roma (2016)  (manuscrit à paraître)

## Prix et distinctions
- (1958) Membre du Conseil - Institut Di Tella.
- (1992-2000) Membre du Conseil - Université Torcuato Di Tella.
- (1971-2001) Président - Fondation Simón Rodríguez, Buenos Aires.
- (1978) Membre du Conseil d'administration - Institut pour le développement économique et social (IDES), Buenos Aires.
- (1984-1993) Président - Institut pour le développement économique et social (IDES), Buenos Aires.
- (1971-1974) Directeur - Magazine de développement économique.
- (1981) Bourse - Fulbright.
- (1984-1985) Membre du Conseil consultatif - Carrière en sociologie, Université de Buenos Aires.
- (1986) Konex Platinum Award en sciences humaines - Konex, Buenos Aires[18]
- (1995-1999) Membre de la Commission des musées et monuments historiques de la République argentine - Buenos Aires.
- (1990) Membre du Conseil consultatif - Gouvernement et opposition, Londres.
- (1996) Membre du Conseil consultatif - Études sociales, Rosario, Argentine.
- (1996) Jury des prix Konex, sciences humaines 19
- (1998-2001) Membre du Conseil consultatif de la revue de la recherche latino-américaine.
- (1997-1999) Membre de "CEANA" - Organisé par le Ministère des Affaires étrangères de l'Argentine.
- (2002) Professeur émérite de l'Université de Buenos Aires.
- (2003-2004) Secrétaire à la Culture - Présidence de la Nation Argentine.
- (2003) Acteurs et coalitions en Amérique latine - Buenos Aires, La Crujía.
- (2010-2016) Ambassadeur d'Argentine en République Italienne, Rome, Italie.
- (2011-2016) Ambassadeur d'Argentine en République d'Albanie.